# Кирлігу-Маре
Кирлігу-Маре (рум. Cârligu Mare) — село у повіті Бузеу в Румунії. Входить до складу комуни Глодяну-Сіліштя.
Село розташоване на відстані 69 км на північний схід від Бухареста, 33 км на південь від Бузеу, 119 км на південний захід від Галаца, 126 км на південний схід від Брашова.

## Населення
За даними перепису населення 2002 року у селі проживали 439 осіб, усі — румуни. Усі жителі села рідною мовою назвали румунську.